# Porta di Amsterdam
La Porta di Amsterdam, o in olandese Amsterdamse Poort è una porta medievale della città di Haarlem, nei Paesi Bassi.
È l'unica porta rimasta delle dodici originali, e unica testimonianza delle difese medievali cittadine.

## Storia e descrizione

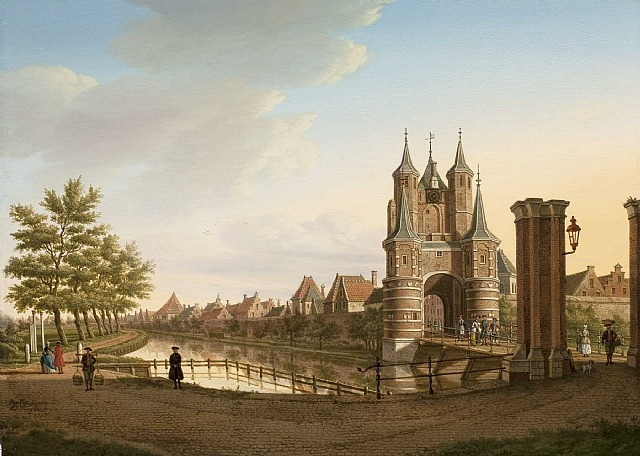
La Porta nel 1778.

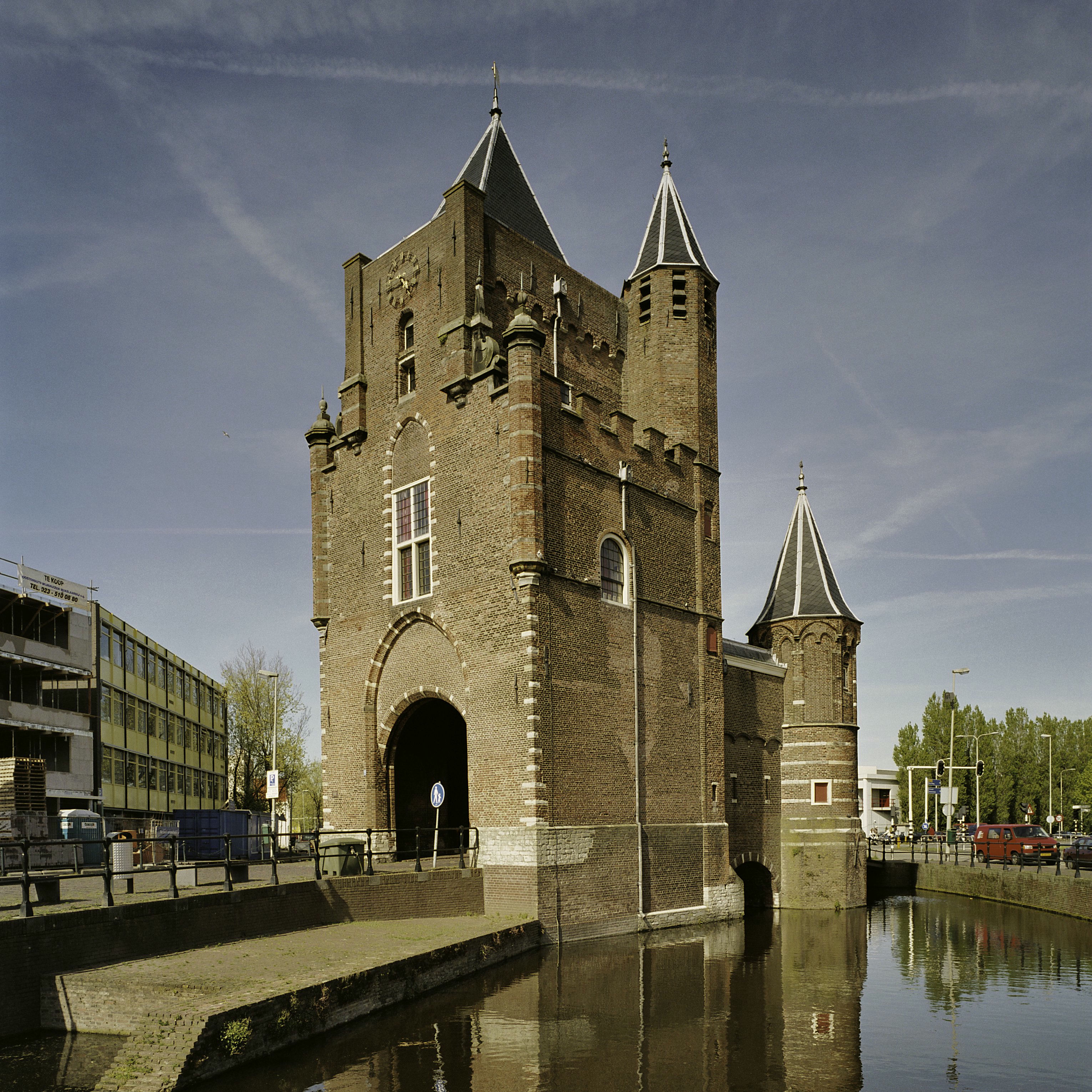
Veduta posteriore.

Venne eretta nel 1335 durante il primo ampliamento della città che inglobò una vasta area sul fiume Spaarne. Si presentava come un massiccio torrione quadrato con due torricelle ottagonali ai lati. Fino al XVII secolo la Porta, detta Spaarnwouderpoort era utilizzata per il traffico via terra verso oriente, in direzione Spaarnwoude, sulla strada ora chiamata Oude weg, Vecchia strada. Nel 1631-32 venne scavato il primo canale navigabile d'Olanda, l'Haarlemmertrekvaart, che accorciò notevolmente la via acquatica fra Haarlem e Amsterdam, che prima passava attraverso l'IJ. Grazie a questo canale, ora era possibile andare e tornare ad Amsterdam in giornata. Il canale divenne così popolare da divenire il principale collegamento con la capitale. La porta venne ampliata con un avancorpo a torrette rotonde a copertura conica e ribattezzata col nome di Amsterdamse Poort.
Secondo la tradizione vi venne custodito l'archivio cittadino durante l'assedio spagnolo della Guerra degli ottant'anni, e la porta fu l'unica difesa cittadina a resistere all'attacco senza subire danni significativi.
Nel 1865 il consiglio cittadino volle demolire la porta per permettere la costruzione di un nuovo e più grande ponte, ma la mancanza di fondi fece arenare il progetto. Nel 1867 venne demolita la Papentoren, una torre-polveriera, e le munizioni lì contenute trovarono spazio nella porta di Amsterdam. Finalmente nel 1869 venne costruito il ponte di fronte alla porta, e nel 1874 le munizioni vennero trasferite fuori città.
Solo nel 1889 venne definitivamente abolito il progetto di distruzione della porta, e venne previsto un restauro da parte dell'architetto J. Leijh.
Nel 1960 la porta fu dichiarato monumento nazionale e nel 1985 si provvide a una sua completa ristrutturazione.